# マリア・アンナ・ピニャテッリ

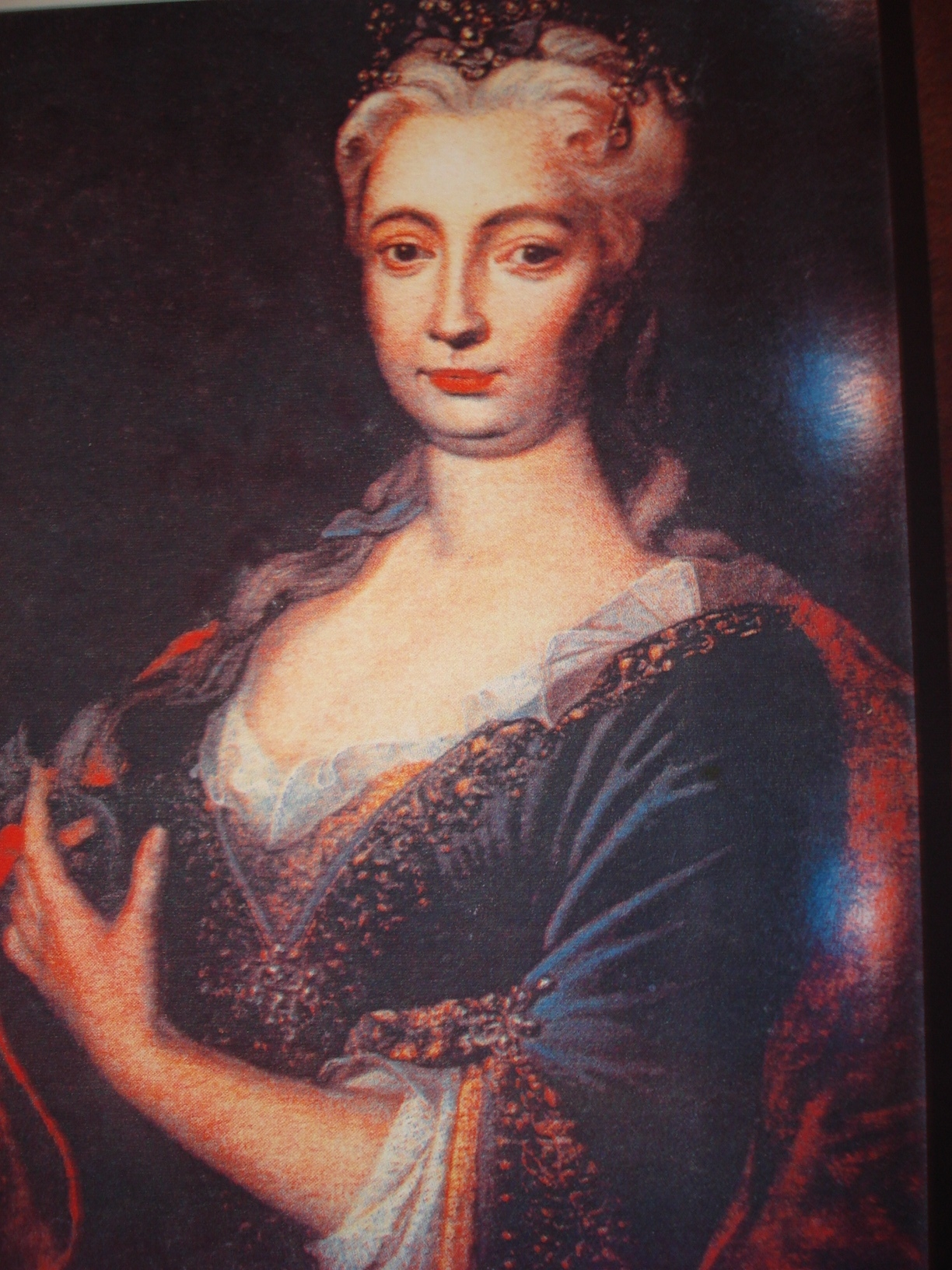
アルトハン伯爵夫人、ヴラノフ城蔵、作者不詳

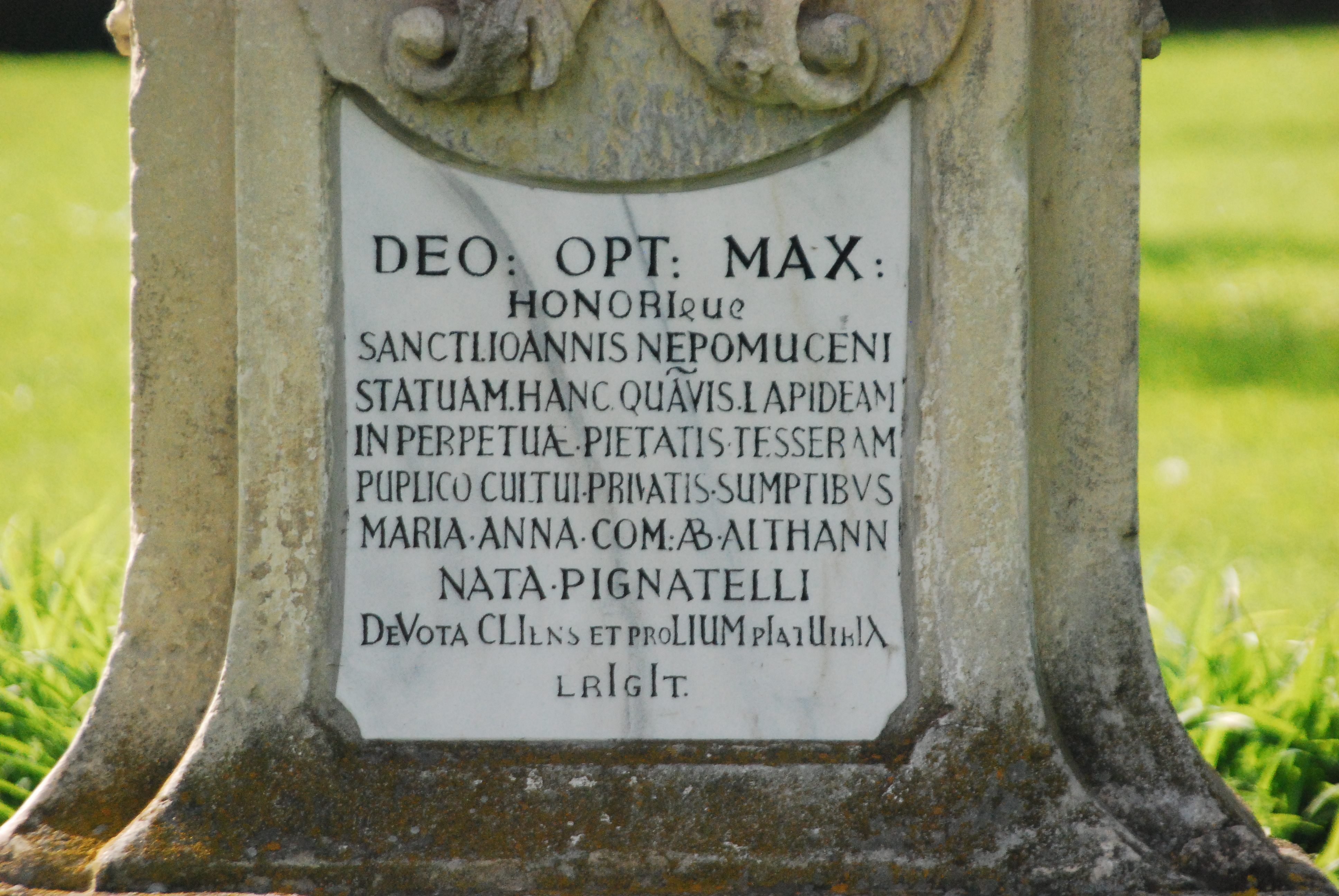
伯爵夫人がヤロスラヴィツェ城庭園に建てたネポムクのヤンの彫像の台座に刻まれた、夫人の銘

マリア・アンナ・ヨーゼファ・ピニャテッリ（Maria Anna Josepha Pignatelli, Gräfin von Althann, 1689年7月26日 アルクーディア - 1755年3月1日 ウィーン）は、スペイン出身のオーストリア世襲領貴族女性。アルトハン伯爵夫人。神聖ローマ皇帝カール6世の腹心の1人。

## 生涯
カタルーニャ公国貴族のサン・ビセンシュ侯爵ドミンゴ・ピニャテッリと妻のアンナ・ダイメリクの間の娘としてマヨルカ島に出生。父はナポリ起源の古い名家ピニャテッリ家の一員で、教皇インノケンティウス12世の同族だった。スペイン継承戦争で王位請求者としてスペイン入りしていたカール大公が、1711年兄ヨーゼフ1世の死に伴い皇帝としてオーストリアに戻ることになると、ピニャテッリ家を含む一部のカタルーニャ貴族も、カスティーリャ王国の支持するフェリペ5世の臣下になるのを嫌ってこれに随行した。マリア・アンナは1709年2月12日、カールの寵臣だったミヒャエル・ヨハン3世・フォン・アルトハン伯爵とバルセロナで結婚しており、このとき皇帝や夫とともにウィーンに移った。
ウィーン宮廷では、エレオノーレ・バッチャーニ＝シュトラトマン伯爵夫人とともに皇帝の信頼篤い宮廷女性の代表者となり、画家や文人の庇護者として知られた。ピエトロ・メタスタージオ、アポストロ・ゼーノ、ニコロ・ピオ・デ・ガレッリといったイタリア人、ベルンハルト・ペーツとヒエロニムス・ペーツの兄弟やゴットフリート・ベッセルといったドイツ人が彼女の文芸支援の対象となった。マリア・アンナ自身も系譜学や紋章学の研究に没頭した。マリア・アンナは1722年に死別する夫を指導者としていた宮廷内の「スペイン派」に属したが、国政にまで関与していたかどうかは分かっていない。伝記執筆者のコンスタンティン・フォン・ヴルツバッハは、ある資料を提示してマリア・アンナが国事に干渉していた証拠としているが、この資料に典拠は全くない。宮廷女官、星十字勲章拝受者となった。
ヘルムート・レースラーはマリア・アンナを繊細で美しいスペイン女性として描き、ローフス・フォン・リリエンクローンは学問・芸術の理解者・支援者としての側面を強調し、歴史人物としてより重要な評価を与えた。夫の死後、彼女は当時の風聞によれば、以前から支援していた文人の1人ピエトロ・メタスタージオと秘密裏に再婚したと言われていた。リリエンクローンはこれについては史料批判に堪えない戯言と一蹴したが、マリア・アンナを良心と知性を兼ね備えた美女として描いていた。ヴルツバッハもまた彼女の同様な人柄や才能を評価し、マリア・アンナが貧者救済事業に取り組んだことを強調した。ヴルツバッハは秘密裏の再婚の逸話についても何の証拠もない単なる噂と断じた。
マリア・アンナはウィーンの人々から愛され、尊敬され、大きな影響力を持つと思われていた。民衆は彼女がスペインから来たことを忘れず、「スペインのアルトハン（„spanische Althann“）」と呼んでいた。アルトハン夫妻はまた、クロアチアのメジムリェ荘園の領主でもあった。

## 子女
妻との間に6子があった。
- ミヒャエル・ヨハン4世（チェコ語版）（1710年 - 1778年） - 大審院副総裁、金羊毛勲爵士
- マリア・テレジア（1711年 - 1759年） - 1728年レオポルト・マクシミリアン・フォン・ディートリヒシュタイン伯爵と結婚
- ミヒャエル・カール・ボロメウス（1714年 - 1745年）
- マリア・アンナ・ジドーニア（1715年 - 1790年） - 1733年パールフィ・ミクローシュ3世（ドイツ語版）伯爵と結婚
- ミヒャエル・アントン・イグナツ（チェコ語版）（1716年 - 1774年）
- マリア・アンナ・ヨーゼファ（1718年）